# جنی جوهانسون
جنی جوهانسون (انگلیسی: Jennie Johansson؛ زادهٔ ۱۵ ژوئن ۱۹۸۸) ورزشکار ورزش شنا اهل سوئد است.
وی در مسابقات کشوری و بین‌المللی در مجموع برندهٔ ۲ مدال طلا، ۷ مدال نقره و ۴ مدال برنز شده‌است.